# Point Arena
Point Arena és una població dels Estats Units a l'estat de Califòrnia. Segons el cens del 2000 tenia 474 habitants.

## Demografia
Segons el cens del 2000, Point Arena tenia 474 habitants, 191 habitatges, i 109 famílies. La densitat de població era de 134,6 habitants/km².
Dels 191 habitatges en un 33% hi vivien nens de menys de 18 anys, en un 39,3% hi vivien parelles casades, en un 13,6% dones solteres, i en un 42,9% no eren unitats familiars. En el 32,5% dels habitatges hi vivien persones soles el 8,4% de les quals corresponia a persones de 65 anys o més que vivien soles. El nombre mitjà de persones vivint en cada habitatge era de 2,48 i el nombre mitjà de persones que vivien en cada família era de 3,3.
Per edats la població es repartia de la següent manera: un 32,9% tenia menys de 18 anys, un 7,2% entre 18 i 24, un 27,8% entre 25 i 44, un 23% de 45 a 60 i un 9,1% 65 anys o més.
L'edat mediana era de 33 anys. Per cada 100 dones de 18 o més anys hi havia 106,5 homes.
La renda mediana per habitatge era de 27.083 $ i la renda mediana per família de 32.885 $. Els homes tenien una renda mediana de 21.042 $ mentre que les dones 15.000 $. La renda per capita de la població era de 12.591 $. Entorn del 24,1% de les famílies i el 26% de la població estaven per davall del llindar de pobresa.

## Poblacions més properes
El següent diagrama mostra les poblacions més properes.